# Secretaria da Fazenda do Estado da Bahia
| Secretaria da Fazenda do Estado da Bahia                            |                                 |
| Centro Administrativo da Bahia, Segunda Avenida www.sefaz.ba.gov.br |                                 |
| Criação                                                             | 16 de agosto de 1895 (129 anos) |
| Sede da SEFAZ-BA.                                                   |                                 |
| Sede da SEFAZ-BA.                                                   |                                 |

A Secretaria da Fazenda do Estado da Bahia é a secretaria do poder executivo estadual do Estado da Bahia, responsável pelo orçamento público estadual, pela política econômica, e pela gestão da dívida pública baiana. Faz parte das quatro primeiras secretarias estaduais criadas pelo governo baiano, tendo sido criada logo nos primeiros anos após a Proclamação da República do Brasil, em 16 de agosto de 1895, por meio da lei estadual n.º 115, como Secretaria do Tesouro e Fazenda.
Dentro de suas atribuições, a SEFAZ administra a arrecadação tributária estadual, destacadamente aquela proveniente do Imposto sobre Circulação de Mercadorias e Serviços (ICMS); identifica fraudes ao fisco estadual; orienta a população sobre a educação fiscal. Nesta área se destaca o programa Sua nota é um Show de Solidariedade, o qual o cidadão consumidor a exigir a emissão da nota fiscal com a qual pode ajudar instituições das áreas social e de saúde na Bahia, como as Obras Sociais Irmã Dulce. A secretaria se destaca ainda nos sistemas tecnológicos e na informatização de processos, o que leva a coordenar o Sistema de Nota Fiscal Eletrônica (NF-e) pelo pioneirismo na implantação da NF-e, por exemplo.
À sua estrutura está vinculada a Agência de Fomento do Estado da Bahia (Desenbahia), agência de fomento à economia baiana. Esta sucedeu ao Banco de Desenvolvimento do Estado da Bahia (Desenbanco), devido ao Programa de Incentivo à Redução do Setor Público Estadual na Atividade Bancária (PROES) lançado pelo governo federal. Na época do Desenbanco, também vinculado à SEFAZ, existia o Banco do Estado da Bahia (BANEB), banco público estadual de importante papel na interiorização da atividade bancária e na acumulação de capital a fim de investimentos públicos e privados.

## Execução orçamentária ano a ano
A tabela abaixo apresenta a execução orçamentária das despesas em três anos (2008, 2007 e 2002):
| Destino                  | 2008         | 2008  | 2007         | 2007 | 2002         | 2002 |
| Destino                  | (R$ bilhões) | (%)   | (R$ bilhões) | (%)  | (R$ bilhões) | (%)  |
| ------------------------ | ------------ | ----- | ------------ | ---- | ------------ | ---- |
| Pessoal e Encargos       | 8,06         | 40,5% | 7,03         | -    | 4,10         | -    |
| Juros da Dívida          | 0,57         | 2,9%  | 0,57         | -    | 0,48         | -    |
| Transferências e Custeio | 7,04         | 35,4% | 6,10         | -    | 3,31         | -    |
| Investimentos            | 1,22         | 6,1%  | 0,83         | -    | 0,94         | -    |
| Inversões Financeiras    | 0,20         | 1%    | 0,09         | -    | 0,25         | -    |
| Amortizações da Dívida   | 1,46         | 7,3%  | 1,23         | -    | 0,55         | -    |
| Despesa Total            | 19,88        | -     | 16,93        | -    | 9,63         | -    |